# Hermannia mauritii
Hermannia mauritii är en kvalsterart som först beskrevs av Arthur P. Jacot 1936.  Hermannia mauritii ingår i släktet Hermannia och familjen Hermanniidae. Inga underarter finns listade i Catalogue of Life.